# خوزه لوپس سیلوا
خوزه لوپس سیلوا (اسپانیایی: José López Silva‎؛ ‏ ۱۸۶۱–۱۹۲۵) نمایشنامه‌نویس و نویسنده اهل اسپانیا بود.
از فیلم‌ها یا مجموعه‌های تلویزیونی که وی در آن‌ها نقش داشته است، می‌توان به آشوب‌گر اشاره نمود.